# آیدا استفنز اوونز
آیدا استفنز اوونز (۱۳ سپتامبر ۱۹۳۹ – ۲۴ فوریه ۲۰۲۰) دانشمند آمریکایی بود که به خاطر کارش در زمینه آنزیم‌های سم‌زدای دارو شناخته می‌شود. او در سال ۱۹۶۷ دکترای خود را از دانشگاه دوک دریافت کرد و یکی از دو نفر اول آفریقایی-آمریکایی بود که از این دانشگاه دکترا گرفت. او بیشتر دوران حرفه‌ای خود را در مؤسسه ملی بهداشت (NIH) گذراند، جایی که از ۱۹۶۸ تا ۲۰۱۷ کار کرد و مطالعات پیشگامانه‌ای در زمینه ژنتیک بیماری‌های انسانی و متابولیسم دارو انجام داد.

## زندگی اولیه
آیدا ویرجینیا استفنز اوونز در یک مزرعه در شهر کوچک وایت‌ویل، کارولینای شمالی بزرگ شد. مادرش زمانی که او شش ساله بود درگذشت.

## آموزش
آموزش ابتدایی او در مدارس عمومی جداگانه انجام شد. سپس او وارد کالج کارولینای شمالی شد، که اکنون دانشگاه مرکزی کارولینای شمالی است و در سال ۱۹۶۱ با افتخار عالی در رشته زیست‌شناسی (کارشناسی ارشد) و ریاضیات (فرعی) فارغ‌التحصیل شد. پس از فارغ‌التحصیلی، او به عنوان دستیار آزمایشگاه در مؤسسه تابستانی بنیاد ملی علوم برای معلمان دبیرستان در کالج کارولینای شمالی مشغول به کار شد و یک تابستان را در آزمایشگاه دنیل سی. توستسون در دپارتمان فیزیولوژی دانشگاه دوک گذراند. سپس در سال ۱۹۶۲، او تحصیلات دکترای خود در رشته بیوشیمی و فیزیولوژی را در آزمایشگاه جیکوب جی. بلوم در دانشگاه دوک آغاز کرد، درست پس از آنکه دانشگاه به‌طور نژادی مدارس تحصیلات تکمیلی و حرفه‌ای خود را ادغام کرد. وقتی در سال ۱۹۶۷ فارغ‌التحصیل شد، او یکی از دو نفر اول آفریقایی-آمریکایی بود که دکترا از دانشگاه دوک دریافت کردند، اولین زن بود که این مدرک را دریافت می‌کرد و اولین زن در رشته فیزیولوژی بود که از دوک مدرک گرفت.

## حرفه علمی
پس از فارغ‌التحصیلی، اوونز در مؤسسه ملی بهداشت (NIH) یک موقعیت پسادکترا داشت، ابتدا در مؤسسه ملی آرتریت، متابولیسم و بیماری‌های گوارشی که آن زمان نام داشت، در آزمایشگاه بیوشیمی و متابولیسم و سپس در مؤسسه ملی بهداشت و توسعه کودک (NICHD) در بخش داروسازی رشد در آزمایشگاه علوم زیستی پزشکی. در این زمان، او روی نحوه پردازش شیمیایی داروها در بدن تمرکز کرد. در سال ۱۹۷۵، او سرپرستی گروه تحقیقاتی مستقل خود را در NICHD در بخش بیوتراانسفورماسیون دارو آغاز کرد که بعدها به بخش اختلالات ژنتیکی متابولیسم دارو تغییر نام داد. او اولین محقق آفریقایی-آمریکایی در مؤسسه ملی بهداشت بود. از سال ۱۹۸۸، او بخش اختلالات ژنتیکی متابولیسم دارو در NICHD را در برنامه غدد درون‌ریز و ژنتیک رشد هدایت کرده است.

### پیشرفت‌های علمی
کار پسادکترا اوونز علاقه خاصی به یک گروه بحرانی از آنزیمها به نام UDP-گلوکورونوزیل ترانسفرازها (مخفف UGTs) برانگیخت، که به بدن اجازه می‌دهند داروها، مواد شیمیایی و سموم مضر را سم‌زدایی کنند. با طراحی روش‌هایی برای تحقیق در مورد ژن‌هایی که برای آنزیم‌های خاص UGT کدگذاری می‌کنند، او یک مجموعه از ۱۳ ژن به نام UGT1A شناسایی کرد. آزمایشگاه او نشان داد که یکی از این ژن‌ها، UGT1A1، پروتئین بیلی‌روبین، که محصول تجزیه هموگلوبین است، را پردازش می‌کند. گروه تحقیقاتی اوونز در پی تحقیقاتی که انجام داد، پیشرفت‌های متعددی در زمینه زیست‌شناسی آنزیم‌های UGT داشته است. آزمایشگاه او اولین گروهی بود که یک نقص ژنتیکی در ژن UGT1A1 را شناسایی کرد که منجر به سندروم کریگلر-نجار می‌شود. سندروم کریگلر-نجار یک اختلال است که تغییر و دفع بیلی‌روبین به‌طور طبیعی را مختل می‌کند و منجر به یرقان می‌شود. گروه تحقیقاتی اوونز همچنین شناسایی کرد که آنزیم‌های UGT باید قبل از اینکه قادر به سم‌زدایی مواد شیمیایی خارجی شوند، فعال شوند و اینکه در برخی موارد، سرکوب این آنزیم‌ها می‌تواند اثرات داروهای درمانی را تقویت کند. آزمایشگاه اوونز دریافت که فعالیت آنزیم‌های UGT می‌تواند توسط مهارکننده‌های کیناز کاهش یابد و اینکه آنزیم‌های پروتئین کیناز C و تیروزین کیناز می‌توانند ویژگی خاص آنزیم را تغییر دهند، که احتمالاً به توانایی آن‌ها در سم‌زدایی از طیف وسیعی از مواد شیمیایی خارجی کمک می‌کند.

## افتخارات
اوونز جایزه مدیر مؤسسه ملی بهداشت در سال ۱۹۹۲ را دریافت کرد و در سال ۲۰۱۳، اولین جایزه فارغ‌التحصیلان برجسته دانشکده تحصیلات تکمیلی دانشگاه دوک را دریافت کرد. علاوه بر این، در سال ۲۰۰۹، بنیاد آسم آمریکایی اوونز را به عنوان یکی از ۵٪ نویسندگان ارجاع‌شده در نشریات داروشناسی شناسایی کرد.